# 이도윤 (배우)
이도윤(본명: 이석재, 1982년 8월 5일 ~ )는 대한민국의 희극 배우 겸 배우이다.

## 학력
- 동아방송예술대학 방송연예과

## 출연 작품

### 방송
- 《개그야》 (MBC)
- 《꿀단지》 (MBC)
- 《웃고 또 웃고》 (MBC)
- 《뮤직 코믹쇼》 (MBC MUSIC)
- 《온게임넷 캠페인 : 고정관념을 깨자》 (온게임넷)
- 《막이래쇼:무작정탐험대 시즌3》 (투니버스)
- 《켠김에 왕까지》 (온게임넷)
- 《코미디에 빠지다》 (MBC)
- 《난감스쿨》 (투니버스)
- 《디즈니 맞짱뉴스》 (디즈니채널)
- 《난감스쿨 2》 (투니버스)
- 《소원의섬 캐릭아일랜드》 (온게임넷)
- 《막이래쇼:무작정여행단》(투니버스)
- 《막이래쇼 7》(투니버스)

### 영화
- 《7공주 대리운전》 (2015년) - 증권맨 / 택배맨 역
- 《특종: 량첸살인기》 (2015년) - 의사 역
- 《아티스트: 다시 태어나다》 (2017년) - 관수 역
- 《퍼즐》 (2018년) - 교통경찰 역

### 드라마 & 시트콤
- 《쾌걸 춘향》 (2005년, MBC)
- 《제5공화국》 (2005년, MBC)
- 《코끼리》 (2008년, MBC)
- 《막돼먹은 영애씨 시즌 9》 (2011년, tvN) - 본인 역
- 《왔다! 장보리》 (2014년, MBC)
- 《내일은 실험왕》 (2015년, 투니버스) - 태권도 교사 역
- 《안투라지》 (2016년, tvN) - 하실장 역
- 《오늘도 무사히》 (2017년, 크리스피스튜디오) - 이팀장 역